# صومعه مریم مقدس، تسغنا
صومعه مریم مقدس، تسغنا (ارمنی: Սուրբ Աստվածածին վանք (Ցղնա)؛ انگلیسی: St. Astvatsatsin Monastery) یک صومعه متعلق به کلیسای حواری ارمنی واقع در روستای تسغنا، جمهوری خودمختار نخجوان در جمهوری آذربایجان می‌باشد. ساخت و ساز این ساختمان در سده‌های ۱۲–۱۳ام میلادی به پایان رسید. این بنا به سبک معماری ارمنی طراحی شده‌است.